# Ajofrín (kommunhuvudort)
Ajofrín är en kommunhuvudort i Spanien. Den ligger i provinsen Toledo och regionen Kastilien-La Mancha, i den centrala delen av landet, 80 km söder om huvudstaden Madrid. Ajofrín ligger 774 meter över havet och antalet invånare är 2 183.
Terrängen runt Ajofrín är platt åt sydost, men åt nordväst är den kuperad.Runt Ajofrín är det ganska glesbefolkat, med 35 invånare per kvadratkilometer. Närmaste större samhälle är Toledo, 16,7 km norr om Ajofrín. Trakten runt Ajofrín består till största delen av jordbruksmark.